# Bouzegza Keddara
Bouzegza Keddara (بوزقزة قدارة en arabe) est une commune de la wilaya de Boumerdès en Algérie, dépendant administrativement de la daïra de Boudouaou.

## Géographie
Située dans la wilaya de Boumerdès, la commune de Bouzegza Keddara possède un relief montagneux culminant à plus de 1000 mètres d'altitude au mont Bouzegza, qui abrite un important barrage qui alimente en eau la capitale Alger et une partie de la wilaya de Boumerdès.
| Ouled Moussa               | Ouled Moussa, Tidjelabine, Béni Amrane | Béni Amrane             |
| El Kharrouba, Ouled Moussa | Bouzegza Keddara                       | Ammal, Béni Amrane      |
| El Kharrouba               | Wilaya de Bouira                       | Wilaya de Bouira, Ammal |

La commune comprend les villages suivants :
- Zouggara,
- Ouled Ziane,
- Ouled Amar Belkacem,
- Tala Khlifa (Keddara),
- Benhachelaf,
- Amsettas,
- Boulezazene,
- Sidi Abdeldjelil,
- Khoulfane,
- Ichoubar,
- Ansa,
- Bahara,
- Boudghaghen,
- El hdoura,
- Ouled Benfissa,
- Draa el hfa,
- Bennoura.

## Histoire
Pendant la colonisation française, Bouzegza Keddara dépendait de la commune de Saint Pierre Saint Paul (actuellement Ouled Moussa) et du département d'Alger. Après l'indépendance de l'Algérie, Keddara est restée rattachée à cette commune qui fut rebaptisée plus tard Ouled Moussa du nom d'un village situé sur le flanc Nord Ouest de la montagne Bouzegza, [réf. nécessaire] à la suite d'une célèbre bataille entre les troupes des moudjahidine de l'ALN et les forces de l'occupation française.
Le découpage administratif post indépendance rattacha donc la commune d'Ouled Moussa avec les communes issues d'elle plus tard telles que Bouzegza Keddara et Kharouba, à la daira de Rouiba, wilaya d'Alger. En 1975, l'Algérie a procédé à un autre découpage administratif qui rattacha Ouled Moussa et Bouzegza Keddara à la daira de l'Arba, wilaya de Blida, ensuite il a été créé une nouvelle commune issue de la commune mère Ouled Moussa en l'occurrence commune El-Kharrouba, avec toujours la Daira de l'Arba, wilaya de Blida, à la suite d'un autre découpage administratif et la création de nouvelles wilayas, daïras et communes, Bouzegza Keddara est promue commune rattachée à la daira de Boudouaou, wilaya de Boumerdès.